# Лачес
Лачес (итал. Laces) је насеље у Италији у округу Болцано, региону Трентино-Јужни Тирол.
Према процени из 2011. у насељу је живело 2468 становника. Насеље се налази на надморској висини од 640 м.

## Становништво
Према резултатима пописа становништва 2011. у општини је живело 5.126 становника.
| 1931. | 1936. | 1951. | 1961. | 1971. | 1981. | 1991. | 2001. | 2011. |
| ----- | ----- | ----- | ----- | ----- | ----- | ----- | ----- | ----- |
| 2.938 | 3.139 | 3.063 | 3.426 | 3.629 | 3.862 | 4.320 | 4.870 | 5.126 |

## Партнерски градови
- Калв